# Jon-Hermann Hegg
Jon-Hermann Hegg (Dingle, Irlanda, 26 de marzo de 1999) es un deportista noruego que compite en tiro, en la modalidad de rifle.
Ganó una medalla de bronce en el Campeonato Mundial de Tiro de 2022 y ocho medallas en el Campeonato Europeo de Tiro entre los años 2019 y 2025.
Participó en dos Juegos Olímpicos de Verano, ocupando el cuarto lugar en Tokio 2020 y el quinto en París 2024, en la prueba rifle en 3 posiciones 50 m.

## Palmarés internacional
| Campeonato Mundial | Campeonato Mundial    | Campeonato Mundial | Campeonato Mundial            |
| Año                | Lugar                 | Medalla            | Prueba                        |
| ------------------ | --------------------- | ------------------ | ----------------------------- |
| 2022               | El Cairo (Egipto)     | Medalla de bronce  | Rifle 3 posiciones 50 m       |
| Campeonato Europeo |                       |                    |                               |
| Año                | Lugar                 | Medalla            | Prueba                        |
| 2019               | Lonato (Italia)       | Medalla de bronce  | Rifle 3 posiciones 50 m       |
| 2021               | Osijek (Croacia)      | Medalla de oro     | Rifle 3 posiciones 50 m       |
| 2022               | Breslavia (Polonia)   | Medalla de oro     | Rifle 3 posiciones 50 m mixto |
| 2022               | Breslavia (Polonia)   | Medalla de plata   | Rifle 3 posiciones 50 m       |
| 2023               | Tallin (Estonia)      | Medalla de oro     | Rifle 10 m mixto              |
| 2024               | Osijek (Croacia)      | Medalla de oro     | Rifle 3 posiciones 50 m       |
| 2025               | Osijek (Croacia)      | Medalla de bronce  | Rifle 10 m mixto              |
| 2025               | Châteauroux (Francia) | Medalla de oro     | Rifle en pos. tendida 50 m    |